# Михайло Чацький
Михайло Чацький (Міхал Ієронім Чацький, Міхал Геронім Чацький, пол. Michał Hieronim Czacki; 2 вересня 1693 — лютий 1745?) — польський шляхтич, урядник Речі Посполитої. Дід Тадеуша Чацького. Представник роду Чацьких гербу Свинка.

## Життєпис
Народився 1693 року. Син волинського хорунжого Войцеха Чацького та його дружини — волинської каштелянки Катерини з Загоровських.
Був старостою і ловчим володимирським у 1713 році, волинським стольником у 1714 році. Публічну службу розпочав з депутації до царя Петра І стосовно скарг на зловживання московських солдатів на Волині. Посол на сейми в 1712, 1720, 1724, 1729, 1730, 1733 (голосував за кандидатуру Станіслава Лещинського) роках, відзначався добрими промовами, жвавим розумом. Не помічений як учасник конфедерації Потоцьких. У 1737 році подав прохання про посаду чернігівського воєводи, з 1740 став волинським каштеляном. В 1744 році хворів, ледве міг підписатися. У грудні 1753 року Януш Сангушко відписав містечко та 6 сіл Острозької ординації йому, а не своїм нащадкам.

### Сім'я
Був одружений з волинською каштелянкою Констанцією Вельгорською. Відомі діти: 3 доньки, сини
- Фелікс — батько Тадеуша
- Францішек — стражник великий коронний.